# Rubus pycnostachys
Rubus pycnostachys är en rosväxtart som beskrevs av P. J. Müll.. Rubus pycnostachys ingår i släktet rubusar, och familjen rosväxter. Utöver nominatformen finns också underarten R. p. apricus.